# Oyri
Oyri (doslovně znamenající Písečná kosa; dánsky Øre) je vesnice se 176 obyvateli na Faerských ostrovech. Leží na ostrově Eysturoy a několik kilometrů severně od ní leží vesnice Norðskáli. Administrativně spadá pod obec Sunda.